# Naruszewo (gemeente)
De gemeente Naruszewo is een landgemeente in het Poolse woiwodschap Mazovië, in powiat Płoński.
De zetel van de gemeente is in Naruszewo.
Op 30 juni 2004 telde de gemeente 6640 inwoners.

## Oppervlakte gegevens
In 2002 bedroeg de totale oppervlakte van gemeente Naruszewo 159,55 km², waarvan:
- agrarisch gebied: 77%
- bossen: 17%

De gemeente beslaat 11,53% van de totale oppervlakte van de powiat.

## Demografie
Stand op 30 juni 2004:
| Omschrijving                   | Totaal | Totaal | Vrouwen | Vrouwen | Mannen | Mannen |
| ------------------------------ | ------ | ------ | ------- | ------- | ------ | ------ |
| eenheid                        | aantal | %      | aantal  | %       | aantal | %      |
| inwoners                       | 6640   | 100    | 3280    | 49,4    | 3360   | 50,6   |
| bevolkingsdichtheid (inw./km²) | 41,6   | 41,6   | 20,6    | 20,6    | 21,1   | 21,1   |

In 2002 bedroeg het gemiddelde inkomen per inwoner 1372,67 zł.

## Administratieve plaatsen (sołectwo)
Dłutowo, Drochowo, Grąbczewo, Januszewo, Kozarzewo, Krysk, Łazęki, Michałowo, Nacpolsk, Naruszewo, Nowe Naruszewo, Nowy Nacpolsk, Pieścidła, Postróże, Potyry, Radzymin, Rąbież, Skarboszewo, Skarszyn, Skwary, Sobanice, Sosenkowo, Srebrna, Stachowo, Stary Nacpolsk, Strzembowo, Troski, Wichorowo, Wronino, Zaborowo (2 sołectwa), Żukowo.

## Overige plaatsen
Beszyno, Drochówka, Wola-Krysk, Wróblewo, Krysk Nowy, Żukowo-Poświętne, Radzyminek.

## Aangrenzende gemeenten
Bulkowo, Czerwińsk nad Wisłą, Dzierzążnia, Mała Wieś, Płońsk, Wyszogród, Załuski